# 흰배멧새
흰배멧새(영어: Tristram's Bunting, 학명: Emberiza tristrami)는 참새목 멧새과에 속하는 새이다.

## 생김새

### 수컷
머리, 턱밑, 멱(목의 앞쪽)이 검은색이고 머리중앙선, 눈썹선, 뺨선이 흰색이다.

### 암컷
수컷보다 색이 엷고 턱밑과 멱이 흰색이다. 뺨은 회갈색에 검은 무늬가 있다.

## 서식지
북한, 중국 동북부, 우수리강 하류, 아무르강변과 시호테알린산맥에서 번식하고 중국 남동부, 인도차이나반도 북부 등에서 월동한다. 관목이 있는 하천가나 숲 가장자리의 잡목림에 서식한다.